# Федерация «Действие за республику»
Федерация «Действие за республику» (фр. Fédération, action pour la république) — политическая партия в республике Чад. Глава партии Йоронгар Нгарледжи. Главной идеей партии является федерализм в Чаде.

## История
На парламентских выборах 1997 года Федерация «Действие за республику» получила 1 место в Национальной ассамблее Чада. На президентских выборах которые состоялись 20 мая 2001 года Йоронгар Нгарледжи получил 396 864 голоса избирателей, что составило или 6,35 % от всех проголосовавших. Нгарледжи был одним из шести задержанных оппозиционных кандидатов, он был избит железными прутьями. На парламентских выборах, состоявшихся 21 апреля 2002 года, партия получила 10 из 155 мест.
На сегодняшний день Федерация «Действие за республику» является единственной крупной оппозиционной партией, не подписавшей межпартийное соглашение 13 августа 2007 года. Данное соглашение предусматривает изменение механизма проведения выборов в Чаде. В преддверии очередных парламентских выборов, намеченного на 2009 год, Йоронгар подверг критике соглашение как неадекватные и сказал, что там должен быть диалог с участием всей политических сил, включая повстанцев, оппозицию и гражданское общество. Также он заметил, что заслуживающие доверия выборы не могут проводиться во время восстания, происходящего в стране.